# Sacha Benedetti
Sacha Benedetti (* 1972 in Freudenstadt) ist ein deutsch-französischer Komponist, Medien- und Theaterkünstler, der in Berlin und auf Korsika lebt.

## Ausbildung
Sacha Benedetti studierte zunächst Informatik in Darmstadt und ab 1995 assistierte er bei Achim Szepanski und dessen Labels Position Chrome und Mille Plateaux.

## Radio
1996 gründete er gemeinsam mit Dr. Suso Kraut in Frankfurt am Main den Piratensender und das Künstlerradio TwenFM, auf dem performative Hörkunst und elektronische Musik gesendet wurde. TwenFM siedelte 1998 nach Berlin um und sendete dort bis 2015 weiter. Von 2003 bis 2005 war Benedetti Vorstand des Medienlabor Bootlab eV, das neben dem WMF Club im Berliner Telegrafenamt während der späten 1990er und frühen 2000er Jahre ein internationaler Treffpunkt und Performanceraum von Medienkünstlern und Netzaktivisten war. Mit TwenFM legte er gemeinsam mit weiteren Radioaktivisten von RebootFM und Piradio 2009 den Grundstein für das erste nichtkommerzielle Radio in Berlin, das bis heute auf der 88,4 UKW sendet.

## Theater
Seit 2012 ist er als Theaterkünstler aktiv und produziert Videoarbeiten und Kompositionen für modernes Autorentheater und Performances u. a. für Janina Audick, Verena Dengler, Christine Groß, Suse Wächter, AndCompany, Sybille Berg, René Pollesch.

## Arbeiten
- 2018/19 Tarzan rettet Berlin, 2019 Hebbel am Ufer, Komposition
- 2017 Casablanca, Junges Schauspiel Düsseldorf, Video
- 2016 MAK Wien, Friedrich Kiesler Ausstellung "Black Widows", Wien, Komposition
- 2015/16 Antiquiertheit des Menschen, Schauspiel Hamburg, Video
- 2015 How to sell a Murderhouse, Zürich, musikalische Beratung
- 2013/14 In der Republik des Glücks, Deutsches Theater, Video
- 2013 HAU Theater, Neugestaltung 2013. künstlerische Beratung Blinking Lights Hau 2
- 2012 Wir sind schon gut genug, Schauspiel Frankfurt, Video
- 2009–2014 Alex TV, Kuratorium Klubnacht Video + Audio, On Air Design
- 2006 RipIt, Copy + Paste Culture Video + Musikfestival, Kuratorium Musikprogramm
- 2005–2006 RebootFM, Kuratorium Musikprogramm
- 2002 Ersatzstadt, Ersatzradio (Kuratorium Musik, On Air Design)
- 1996–2015 TwenFM (Sendeleitung, On Air Design)